# 科尔梅纳尔
科尔梅纳尔，是西班牙安达卢西亚自治区马拉加省的一个市镇。 总面积66平方公里，总人口3073人（2001年），人口密度47人/平方公里。